# Pau Ignasi de Dalmases i Ros
Pau Ignasi de Dalmases i Ros   (Barcelona, 1670 - Barcelona, 10 de juny de 1718) fou un noble i erudit català. El 20 de març de 1710 rebé el títol de marquès de Vilallonga de mans de l'arxiduc Carles.

## Biografia
Era fill de Pau de Dalmases i Castells, un ric comerciant que va rebre el 1685 la senyoria de Vilallonga, i va fer construir la seva residència al carrer de Montcada de Barcelona. El 1688 va estudiar filosofia i arts. El 1690 es casà amb Maria de Vilana i de Cordelles-Giudice, i el 1692 fou nomenat cavaller per Carles II d'Espanya i viatjà per Castella i França, cosa que aprofità per a establir contactes amb intel·lectuals de l'època i per a formar una important biblioteca de manuscrits. El 1700 va crear amb tretze erudits més l'Acadèmia dels Desconfiats, de la qual fou arxiver perpetu.
El 1702, la Cort General el nomenà cronista del Principat de Catalunya, i el 1704 el Consell de Cent el comissionà a la cort de Madrid, però fou empresonat amb el seu cunyat, Josep Faust de Potau, marquès de Vallcabra, per sospitosos de ser austriacistes. Aleshores es posà de part de l'arxiduc Carles d'Àustria i aquest el va nomenar marquès de Vilallonga el 1709. Poc després fou enviat com a ambaixador al Regne de la Gran Bretanya per a demanar suport a la causa dels catalans, tot i que la reina Anna d'Anglaterra havia signat el Tractat d'Utrecht. Però malgrat que el nou rei Jordi I d'Anglaterra semblava partidari de la seva causa, Barcelona va capitular davant Felip V el 1714. Aleshores marxà a París i demanà al nou rei de poder tornar a Catalunya. Un cop tornat, va dedicar-se a tasques acadèmiques fins a la seva mort. Va deixar nombrosa correspondència i una carta en català sobre sant Sever de Barcelona. La seva biblioteca restà en mans de la família Dalmases i el 1916 fou adquirida per la Biblioteca de Catalunya.

## Obres
Torres i Amat en el seu «Diccionario crítico» cita una recopilació de les seves obres:
- Armas del Principado de Catalunya y de sus condes quatro barras vermejas en campo de oro; las quales precedieron y preceden a las reales de Aragón. Defendido y provado por don Pablo Ignacio de Dalmases y Ros que dedica a la Catholica Magestad del Rey Nro.Sr.Don Carlos 2º Emperador de dos mundos (1693)
- Disertación histórica sobre la patria de Paulo Orosio (1702)
- Historia de Cataluña, inacabada.